# Jリーグカップ
Jリーグカップ（ジェイリーグカップ、J. League Cup）は、日本プロサッカーリーグ（Jリーグ）に加盟するクラブが参加するカップ戦である。第1回大会からヤマザキビスケット（略称・YBC、旧ヤマザキナビスコ）が冠スポンサーとなっており、JリーグYBCルヴァンカップ（略称はルヴァンカップ）の大会名称を用いている（大会名称に関しては後述）。
J1リーグや天皇杯と並ぶ日本の国内三大タイトルの1つ（FUJIFILM SUPER CUPは除く）。

## 概要
Jリーグ開幕前年度の1992年に社団法人（当時）日本プロサッカーリーグが主催するカップ戦としてスタートした。リーグ戦の日程の関係で開催されなかった1995年を除いてJリーグと並行して開催されている。
決勝戦の開催スタジアムは1992年から2013年まで国立霞ヶ丘競技場陸上競技場（1994年・1997年を除く）、1994年は神戸総合運動公園ユニバー記念競技場、1997年はジュビロ磐田スタジアムと茨城県立カシマサッカースタジアム、2014年から2019年・2021年は埼玉スタジアム2002、2020年・2022年からは国立競技場で開催されている。
2010年5月に、1992年に実施された第1回大会以来の通算入場者数が1,000万人を突破。また、同年10月には本大会の通算試合数が1,000試合に到達した。
カップウィナーに対してJリーグカップ（チェアマン杯、前年優勝クラブによる持ち回り）とルヴァンカップ（スポンサー杯、優勝クラブへの贈与）がそれぞれ授与される。また、優勝チームは翌夏に開催されるJリーグYBCルヴァンカップ/CONMEBOLスダメリカーナ王者決定戦への出場権が与えられていた。
大会公式試合球は当年のJリーグで使用されている試合球のデザインをJリーグカップ用として特別にデザインされたものを使用している。

## 大会名称
第1回の1992年大会から菓子メーカーのヤマザキビスケット（旧・ヤマザキナビスコ）が特別協賛（冠スポンサー）となっており、現在の大会名称は「JリーグYBCルヴァンカップ」（英: J.LEAGUE YBC Levain CUP、略称ルヴァンカップ）となっている。
大会が設立された1992年から2016年のグループステージまで「Jリーグヤマザキナビスコカップ」（英: J.LEAGUE YAMAZAKI NABISCO CUP、略称ナビスコカップ）の大会名称を用いており、20回目の開催となる2012年には「同一冠スポンサーによる最長のカップ戦」としてギネス世界記録に申請、翌2013年に「同一企業の協賛により最も長く開催されたプロサッカーの大会 (Longest sponsorship of a professional football competition)」として認定されている。

### 2016年シーズン途中での名称変更
2016年8月31日にヤマザキナビスコがモンデリーズ・インターナショナルと結んでいた「ナビスコ」ブランドのライセンス契約を終了し、翌9月1日から社名を「ヤマザキビスケット」に改称することを受け、同年6月21日から（実質的には同年8月31日から始まる2016年（第24回）大会のノックアウトステージから）大会名を「JリーグYBCルヴァンカップ（略称ルヴァンカップ）」に変更することが発表された。「YBC」はヤマザキビスケットの英字略号（YAMAZAKI-BISCUITS Co., Ltd.）、「ルヴァン」(Levain) は同社が2016年9月5日よりリッツに替わって発売するクラッカーのブランド名で、フランス語で発酵種を意味する。
この名称変更については、2016年2月時点のリリースでは「社名変更後となる大会終了まで“Jリーグヤマザキナビスコカップ”の名称を使用し、翌年度以降はスポンサー継続の有無を含めJリーグと同社との間で引き続き協議する」としていたが、一方でヤマザキナビスコ側は「ナビスコ」ブランドの終売に伴う売り上げ低下の懸念から、スポンサーからの撤退も検討。グループ会社間での協議の席では親会社である山崎製パンから「それならヤマザキカップにしてウチがやるか」という意見も上がったが、Jリーグ側から社名変更のタイミングと同じくしての名称変更に関する提案が出たことで、それを受ける形になった。

## 開催方式

### 参加資格
前身であるJSLカップではリーグカップの形態を正しく反映して2部も含めた全てのクラブの参加を認めていたが、Jリーグカップでは2部以下のクラブの出場が見合わせられた期間が長く、2002年大会から2017年大会までは、当該年にJ1に所属するクラブのみにより争われている。参加資格の変遷は以下の通り。
- 1992年大会：次年度からのリーグ戦開幕に参加する10クラブ
- 1993年大会・1994年大会：全てのJリーグクラブとJリーグに参加する意思を持つJリーグ準会員クラブ
- 1996年大会：全てのJリーグクラブ（準会員クラブは不参加）
- 1997年大会・1998年大会：全てのJリーグクラブおよびJリーグ準会員クラブ
- 1999年大会 - 2001年大会：全てのJ1・J2所属クラブ
- 2002年大会 - 2017年大会：全てのJ1所属クラブ
- 2018年大会 - 2023年大会：全てのJ1所属クラブと前年にJ2に降格したクラブのうち2クラブ[10]（AFCチャンピオンズリーググループステージ出場枠により変動の場合あり）
- 2024年大会 - ：全てのJ1・J2・J3所属クラブ[11]

### レギュレーション
大会の参加資格に応じてレギュレーションにも変遷が見られる。長きに亘って「グループステージ+ノックアウトステージ」の形式が採用されたが、全Jリーグクラブが参加する2024年大会は全ての段階においてシングルイリミネーショントーナメントを行うこととされている。
J1が18クラブになり、AFCチャンピオンズリーグ（ACL）が3月開幕となって開催時期が重複するようになった2003年大会及び2005年大会以降はACL出場クラブがグループステージ（予選リーグ）出場を免除されるようになった。
大会方式の変遷については以下のとおり。詳細は各大会の項目を参照のこと。
| 大会        | グループステージ （予選リーグ）                                | プレーオフステージ                                             | ノックアウトステージ （決勝トーナメント）                      |
| ----------- | -------------------------------------------------------------- | -------------------------------------------------------------- | -------------------------------------------------------------- |
| 1992        | 1グループ・1回戦総当たり                                       | ---                                                            | 上位4クラブ出場                                                |
| 1993        | 2グループ・1回戦総当たり                                       | ---                                                            | 上位2クラブ（計4クラブ）出場                                   |
| 1994        | 参加全クラブによるシングルシングルイリミネーショントーナメント | 参加全クラブによるシングルシングルイリミネーショントーナメント | 参加全クラブによるシングルシングルイリミネーショントーナメント |
| 1996        | 2グループ・2回戦総当たり                                       | ---                                                            | 上位2クラブ（計4クラブ）出場                                   |
| 1997        | 5グループ・2回戦総当たり                                       | ---                                                            | 上位1-2クラブ（計8クラブ）出場                                 |
| 1998        | 4グループ・1回戦総当たり                                       | ---                                                            | 上位1クラブ（計4クラブ）出場                                   |
| 1999 ↓ 2001 | 参加全クラブによるシングルシングルイリミネーショントーナメント | 参加全クラブによるシングルシングルイリミネーショントーナメント | 参加全クラブによるシングルシングルイリミネーショントーナメント |
| 2002        | 4グループ・2回戦総当たり                                       | ---                                                            | 上位2クラブ（計8クラブ）出場                                   |
| 2003        | 4グループ・2回戦総当たり                                       | ---                                                            | 上位1-2クラブ+ACL出場（計8クラブ）                             |
| 2004        | 4グループ・2回戦総当たり                                       | ---                                                            | 上位2クラブ（計8クラブ）出場                                   |
| 2005 ↓ 2008 | 4グループ・2回戦総当たり                                       | ---                                                            | 上位1-2クラブ+ACL出場（計8クラブ）                             |
| 2009 ↓ 2017 | 2グループ・1回戦総当たり                                       | ---                                                            | 上位2クラブ+ACL出場（計8クラブ）                               |
| 2018 2019   | 4グループ・2回戦総当たり                                       | H&A2回戦                                                       | PO勝利+ACL出場（計8クラブ）                                    |
| 2020        | 参加全クラブによるシングルシングルイリミネーショントーナメント | 参加全クラブによるシングルシングルイリミネーショントーナメント | 参加全クラブによるシングルシングルイリミネーショントーナメント |
| 2021 2022   | 4グループ・2回戦総当たり                                       | H&A2回戦                                                       | PO勝利+ACL出場（計8クラブ）                                    |
| 2023        | 5グループ・2回戦総当たり                                       | ---                                                            | 上位1-2クラブ（計8クラブ）                                     |
| 2024        | 10グループ・トーナメント                                       | H&A2回戦                                                       | PO勝利+ACL出場（計8クラブ）                                    |
| 2025        | 7グループ・トーナメント                                        | H&A2回戦 (ACL2出場)                                            | PO勝利 +ACLE/CWC出場（計8クラブ）                              |

### 決勝戦の演出
決勝戦は他のカップ戦では見られない独特の演出が行われている。
スターティングメンバー発表
両チームのスタジアムDJが来場し、それぞれホームゲームで行われている方式でメンバーを発表する。通常の発表映像の前に、特別な映像（いわゆる「煽りV」）が流されることが多い。スタジアムDJは、メンバー発表開始時に決勝戦のスタジアムDJによって氏名を紹介される。
コレオグラフィー
2000年代に入ってから、選手入場時に各チームサポーターによって行われることが多くなっている。初めて組織的にコレオグラフィーを行ったのは2003年の浦和レッズサポーターで、選手入場時とハーフタイム終了時に、鹿島アントラーズ側のゴール裏を除くスタンド全面を、浦和のチームカラーである赤・白・黒の3色で埋め尽くした。2012年は、20回目の開催を記念して、主催者主導により国立競技場のバックスタンド側全面を使用してのコレオグラフィーが行われた。

## 優勝特典
1992年はリーグ戦が日本リーグからJリーグへの移行期間（経過処置）であり開催されなかったため、本来はリーグ戦の優勝チームに与えられるアジアクラブ選手権1993-94の出場権が与えられた。
2003年と2006年はA3チャンピオンズカップの日本開催に当たったため、この前年の同大会優勝チームは開催国推薦枠として出場した（中国と韓国で行う場合はリーグ戦の年間2位クラブが推薦枠の扱いであった）。
2007年以後の優勝クラブは次年度のJリーグYBCルヴァンカップ/CONMEBOLスダメリカーナ王者決定戦の出場権を獲得し、CONMEBOLスダメリカーナの優勝クラブと対戦するが、2020年から中止となっている。

## 結果
| 回 | 年度   | 優勝                   | 決勝結果             | 準優勝                 | 入場者数          | 決勝戦会場                                              |
| -- | ------ | ---------------------- | -------------------- | ---------------------- | ----------------- | ------------------------------------------------------- |
| 1  | 1992年 | ヴェルディ川崎         | 1 - 0                | 清水エスパルス         | 56,000人          | 国立霞ヶ丘競技場                                        |
| 2  | 1993年 | ヴェルディ川崎         | 2 - 1                | 清水エスパルス         | 53,677人          | 国立霞ヶ丘競技場                                        |
| 3  | 1994年 | ヴェルディ川崎         | 2 - 0                | ジュビロ磐田           | 37,475人          | ユニバー記念競技場                                      |
|    | 1995年 | 非開催                 | 非開催               | 非開催                 | 非開催            | 非開催                                                  |
| 4  | 1996年 | 清水エスパルス         | 3 - 3 aet (PK 5 - 4) | ヴェルディ川崎         | 28,232人          | 国立霞ヶ丘競技場                                        |
| 5  | 1997年 | 鹿島アントラーズ       | 2 - 1 5 - 1          | ジュビロ磐田           | 10,437人 14,444人 | ジュビロ磐田スタジアム 茨城県立カシマサッカースタジアム |
| 6  | 1998年 | ジュビロ磐田           | 4 - 0                | ジェフユナイテッド市原 | 41,718人          | 国立霞ヶ丘競技場                                        |
| 7  | 1999年 | 柏レイソル             | 2 - 2 aet (PK 5 - 4) | 鹿島アントラーズ       | 35,238人          | 国立霞ヶ丘競技場                                        |
| 8  | 2000年 | 鹿島アントラーズ       | 2 - 0                | 川崎フロンターレ       | 26,992人          | 国立霞ヶ丘競技場                                        |
| 9  | 2001年 | 横浜F・マリノス        | 0 - 0 aet (PK 3 - 1) | ジュビロ磐田           | 31,019人          | 国立霞ヶ丘競技場                                        |
| 10 | 2002年 | 鹿島アントラーズ       | 1 - 0                | 浦和レッズ             | 56,064人          | 国立霞ヶ丘競技場                                        |
| 11 | 2003年 | 浦和レッズ             | 4 - 0                | 鹿島アントラーズ       | 51,758人          | 国立霞ヶ丘競技場                                        |
| 12 | 2004年 | FC東京                 | 0 - 0 aet (PK 4 - 2) | 浦和レッズ             | 53,236人          | 国立霞ヶ丘競技場                                        |
| 13 | 2005年 | ジェフユナイテッド千葉 | 0 - 0 aet (PK 5 - 4) | ガンバ大阪             | 45,039人          | 国立霞ヶ丘競技場                                        |
| 14 | 2006年 | ジェフユナイテッド千葉 | 2 - 0                | 鹿島アントラーズ       | 44,704人          | 国立霞ヶ丘競技場                                        |
| 15 | 2007年 | ガンバ大阪             | 1 - 0                | 川崎フロンターレ       | 41,569人          | 国立霞ヶ丘競技場                                        |
| 16 | 2008年 | 大分トリニータ         | 2 - 0                | 清水エスパルス         | 44,723人          | 国立霞ヶ丘競技場                                        |
| 17 | 2009年 | FC東京                 | 2 - 0                | 川崎フロンターレ       | 44,308人          | 国立霞ヶ丘競技場                                        |
| 18 | 2010年 | ジュビロ磐田           | 5 - 3 aet            | サンフレッチェ広島     | 39,767人          | 国立霞ヶ丘競技場                                        |
| 19 | 2011年 | 鹿島アントラーズ       | 1 - 0 aet            | 浦和レッズ             | 46,599人          | 国立霞ヶ丘競技場                                        |
| 20 | 2012年 | 鹿島アントラーズ       | 2 - 1 aet            | 清水エスパルス         | 45,228人          | 国立霞ヶ丘競技場                                        |
| 21 | 2013年 | 柏レイソル             | 1 - 0                | 浦和レッズ             | 46,675人          | 国立霞ヶ丘競技場                                        |
| 22 | 2014年 | ガンバ大阪             | 3 - 2                | サンフレッチェ広島     | 38,126人          | 埼玉スタジアム2002                                      |
| 23 | 2015年 | 鹿島アントラーズ       | 3 - 0                | ガンバ大阪             | 50,828人          | 埼玉スタジアム2002                                      |
| 24 | 2016年 | 浦和レッズ             | 1 - 1 aet (PK 5 - 4) | ガンバ大阪             | 51,248人          | 埼玉スタジアム2002                                      |
| 25 | 2017年 | セレッソ大阪           | 2 - 0                | 川崎フロンターレ       | 53,452人          | 埼玉スタジアム2002                                      |
| 26 | 2018年 | 湘南ベルマーレ         | 1 - 0                | 横浜F・マリノス        | 44,242人          | 埼玉スタジアム2002                                      |
| 27 | 2019年 | 川崎フロンターレ       | 3 - 3 aet (PK 5 - 4) | 北海道コンサドーレ札幌 | 48,119人          | 埼玉スタジアム2002                                      |
| 28 | 2020年 | FC東京                 | 2 - 1                | 柏レイソル             | 24,219人          | 国立競技場                                              |
| 29 | 2021年 | 名古屋グランパス       | 2 - 0                | セレッソ大阪           | 17,933人          | 埼玉スタジアム2002                                      |
| 30 | 2022年 | サンフレッチェ広島     | 2 - 1                | セレッソ大阪           | 39,608人          | 国立競技場                                              |
| 31 | 2023年 | アビスパ福岡           | 2 - 1                | 浦和レッズ             | 61,683人          | 国立競技場                                              |
| 32 | 2024年 | 名古屋グランパス       | 3 - 3 aet (PK 5 - 4) | アルビレックス新潟     | 62,517人          | 国立競技場                                              |

## 統計

### クラブ別成績
| クラブ名               | 優 | 準 | 優勝年度                      | 準優勝年度               |
| ---------------------- | -- | -- | ----------------------------- | ------------------------ |
| 鹿島アントラーズ       | 6  | 3  | 1997,2000,2002,2011,2012,2015 | 1999,2003,2006           |
| 東京ヴェルディ         | 3  | 1  | 1992,1993,1994                | 1996                     |
| FC東京                 | 3  | 0  | 2004,2009,2020                |                          |
| 浦和レッズ             | 2  | 5  | 2003,2016                     | 2002,2004,2011,2013,2023 |
| ジュビロ磐田           | 2  | 3  | 1998,2010                     | 1994,1997,2001           |
| ガンバ大阪             | 2  | 3  | 2007,2014                     | 2005,2015,2016           |
| 柏レイソル             | 2  | 1  | 1999,2013                     | 2020                     |
| ジェフユナイテッド千葉 | 2  | 1  | 2005,2006                     | 1998                     |
| 名古屋グランパス       | 2  | 0  | 2021,2024                     |                          |
| 清水エスパルス         | 1  | 4  | 1996                          | 1992,1993,2008,2012      |
| 川崎フロンターレ       | 1  | 4  | 2019                          | 2000,2007,2009,2017      |
| セレッソ大阪           | 1  | 2  | 2017                          | 2021,2022                |
| サンフレッチェ広島     | 1  | 2  | 2022                          | 2010,2014                |
| 横浜F・マリノス        | 1  | 1  | 2001                          | 2018                     |
| 大分トリニータ         | 1  | 0  | 2008                          |                          |
| 湘南ベルマーレ         | 1  | 0  | 2018                          |                          |
| アビスパ福岡           | 1  | 0  | 2023                          |                          |
| 北海道コンサドーレ札幌 | 0  | 1  |                               | 2019                     |
| アルビレックス新潟     | 0  | 1  |                               | 2024                     |

- 出典：[12]

### クラブ別通算成績
| クラブ名               | 試  | 勝  | 分 | 敗 | 得  | 失  | 差  |
| ---------------------- | --- | --- | -- | -- | --- | --- | --- |
| 北海道コンサドーレ札幌 | 99  | 35  | 23 | 41 | 137 | 165 | -28 |
| ヴァンラーレ八戸       | 2   | 1   | 0  | 1  | 1   | 2   | -1  |
| いわてグルージャ盛岡   | 2   | 1   | 0  | 1  | 1   | 1   | 0   |
| ベガルタ仙台           | 103 | 32  | 23 | 48 | 119 | 169 | -50 |
| ブラウブリッツ秋田     | 3   | 2   | 0  | 1  | 4   | 3   | +1  |
| モンテディオ山形       | 27  | 9   | 4  | 14 | 28  | 45  | -17 |
| 福島ユナイテッドFC     | 1   | 0   | 0  | 1  | 1   | 2   | -1  |
| いわきFC               | 2   | 1   | 0  | 1  | 2   | 2   | 0   |
| 鹿島アントラーズ       | 202 | 101 | 35 | 66 | 343 | 255 | +88 |
| 水戸ホーリーホック     | 5   | 0   | 0  | 5  | 3   | 12  | -9  |
| 栃木SC                 | 1   | 0   | 0  | 1  | 0   | 1   | -1  |
| 栃木シティ             | 0   | 0   | 0  | 0  | 0   | 0   | 0   |
| ザスパクサツ群馬       | 2   | 1   | 0  | 1  | 5   | 4   | +1  |
| 浦和レッズ             | 199 | 96  | 44 | 59 | 317 | 255 | +62 |
| 大宮アルディージャ     | 80  | 22  | 20 | 38 | 80  | 123 | -43 |
| ジェフユナイテッド千葉 | 117 | 58  | 23 | 36 | 194 | 156 | +38 |
| 柏レイソル             | 165 | 64  | 48 | 53 | 224 | 194 | +30 |
| FC東京                 | 172 | 76  | 41 | 55 | 237 | 191 | +46 |
| 東京ヴェルディ         | 94  | 46  | 19 | 29 | 158 | 129 | +29 |
| FC町田ゼルビア         | 6   | 4   | 1  | 1  | 11  | 9   | +2  |
| 川崎フロンターレ       | 122 | 53  | 27 | 42 | 210 | 172 | +38 |
| 横浜F・マリノス        | 221 | 104 | 40 | 77 | 341 | 269 | +72 |
| 横浜FC                 | 27  | 10  | 3  | 14 | 28  | 34  | -6  |
| Y.S.C.C.横浜           | 2   | 1   | 0  | 1  | 1   | 4   | -3  |
| 湘南ベルマーレ         | 107 | 34  | 28 | 45 | 129 | 145 | -16 |
| SC相模原               | 1   | 0   | 0  | 1  | 1   | 4   | -3  |
| ヴァンフォーレ甲府     | 64  | 18  | 17 | 29 | 66  | 83  | -17 |
| 松本山雅FC             | 15  | 3   | 3  | 9  | 19  | 30  | -11 |
| AC長野パルセイロ       | 3   | 2   | 0  | 1  | 9   | 4   | +5  |
| アルビレックス新潟     | 112 | 34  | 26 | 52 | 129 | 158 | -29 |
| カターレ富山           | 5   | 3   | 1  | 1  | 5   | 5   | 0   |
| ツエーゲン金沢         | 1   | 0   | 0  | 1  | 0   | 0   | 0   |
| 清水エスパルス         | 203 | 89  | 37 | 77 | 294 | 276 | +18 |
| ジュビロ磐田           | 178 | 80  | 34 | 64 | 257 | 212 | +45 |
| 藤枝MYFC               | 1   | 0   | 0  | 1  | 1   | 2   | -1  |
| アスルクラロ沼津       | 2   | 1   | 0  | 1  | 4   | 5   | -1  |
| 名古屋グランパス       | 202 | 82  | 46 | 74 | 298 | 286 | +12 |
| FC岐阜                 | 1   | 0   | 0  | 1  | 1   | 2   | -1  |
| 京都サンガF.C.         | 87  | 25  | 22 | 40 | 107 | 137 | -30 |
| ガンバ大阪             | 179 | 74  | 32 | 73 | 281 | 286 | -5  |
| セレッソ大阪           | 141 | 51  | 37 | 53 | 199 | 193 | +6  |
| FC大阪                 | 1   | 0   | 0  | 1  | 0   | 2   | -2  |
| ヴィッセル神戸         | 143 | 46  | 28 | 69 | 174 | 214 | -40 |
| 奈良クラブ             | 1   | 0   | 0  | 1  | 0   | 6   | -6  |
| ガイナーレ鳥取         | 1   | 0   | 0  | 1  | 2   | 5   | -3  |
| ファジアーノ岡山       | 2   | 1   | 0  | 1  | 7   | 4   | +3  |
| サンフレッチェ広島     | 169 | 64  | 29 | 76 | 248 | 248 | 0   |
| レノファ山口FC         | 1   | 0   | 0  | 1  | 3   | 3   | 0   |
| カマタマーレ讃岐       | 1   | 0   | 0  | 1  | 0   | 2   | -2  |
| 徳島ヴォルティス       | 19  | 2   | 4  | 13 | 17  | 43  | -26 |
| 愛媛FC                 | 1   | 0   | 0  | 1  | 3   | 4   | -1  |
| FC今治                 | 1   | 0   | 0  | 1  | 1   | 2   | -1  |
| 高知ユナイテッドSC     | 0   | 0   | 0  | 0  | 0   | 0   | 0   |
| アビスパ福岡           | 83  | 27  | 23 | 33 | 95  | 124 | -29 |
| ギラヴァンツ北九州     | 2   | 1   | 0  | 1  | 2   | 2   | 0   |
| サガン鳥栖             | 82  | 15  | 20 | 47 | 71  | 144 | -73 |
| V・ファーレン長崎      | 19  | 8   | 4  | 7  | 30  | 32  | -2  |
| ロアッソ熊本           | 2   | 1   | 0  | 1  | 2   | 2   | 0   |
| 大分トリニータ         | 83  | 22  | 28 | 33 | 89  | 120 | -31 |
| テゲバジャーロ宮崎     | 1   | 0   | 0  | 1  | 1   | 4   | -3  |
| 鹿児島ユナイテッドFC   | 2   | 1   | 0  | 1  | 1   | 1   | 0   |
| FC琉球                 | 3   | 2   | 0  | 1  | 4   | 3   | +1  |
| 横浜フリューゲルス     | 45  | 16  | 10 | 19 | 61  | 66  | -5  |

- 2024年度大会終了時点[13]
- は2025年のJリーグカップが大会初出場となるクラブ

### ゴール数
| 年度   | ゴール数 | 試合数 | クラブ数 |
| ------ | -------- | ------ | -------- |
| 1992年 | 151      | 48     | 10       |
| 1993年 | 138      | 39     | 13       |
| 1994年 | 38       | 13     | 14       |
| 1996年 | 337      | 115    | 16       |
| 1997年 | 222      | 74     | 20       |
| 1998年 | 153      | 43     | 20       |
| 1999年 | 130      | 49     | 26       |
| 2000年 | 136      | 51     | 27       |
| 2001年 | 130      | 53     | 28       |
| 2002年 | 144      | 55     | 16       |
| 2003年 | 136      | 49     | 16       |
| 2004年 | 160      | 55     | 16       |
| 2005年 | 175      | 61     | 18       |
| 2006年 | 187      | 64     | 18       |
| 2007年 | 160      | 61     | 18       |
| 2008年 | 153      | 61     | 18       |
| 2009年 | 150      | 55     | 18       |
| 2010年 | 124      | 55     | 18       |
| 2011年 | 81       | 27     | 18       |
| 2012年 | 170      | 55     | 18       |
| 2013年 | 134      | 55     | 18       |
| 2014年 | 169      | 55     | 18       |
| 2015年 | 149      | 55     | 18       |
| 2016年 | 128      | 55     | 18       |
| 2017年 | 157      | 59     | 18       |
| 2018年 | 206      | 69     | 20       |
| 2019年 | 183      | 69     | 20       |
| 2020年 | 83       | 28     | 19       |
| 2021年 | 172      | 69     | 20       |
| 2022年 | 198      | 69     | 20       |
| 2023年 | 190      | 73     | 20       |
| 2024年 | 212      | 70     | 60       |
| 合計   | 5,056    | 1,809  |          |

- 出典：[13]

### 個人記録
| 順位 | 選手           | 最終所属クラブ   | 得点数 |
| ---- | -------------- | ---------------- | ------ |
| 1    | 佐藤寿人       | 名古屋グランパス | 29     |
| 2    | ジュニーニョ   | 鹿島アントラーズ | 26     |
| 2    | 中山雅史       | ジュビロ磐田     | 26     |
| 4    | 西澤明訓       | 清水エスパルス   | 25     |
| 5    | エメルソン     | 浦和レッズ       | 24     |
| 5    | マルキーニョス | ヴィッセル神戸   | 24     |
| 7    | 長谷川祥之     | 鹿島アントラーズ | 23     |
| 7    | 渡邉千真       | 横浜FC           | 23     |
| 7    | ビスマルク     | ヴィッセル神戸   | 23     |
| 10   | エジミウソン   | FC東京           | 22     |

| 順位 | 選手     | 最終所属クラブ     | 試合数 |
| ---- | -------- | ------------------ | ------ |
| 1    | 山田暢久 | 浦和レッズ         | 109    |
| 2    | 栗原勇蔵 | 横浜F・マリノス    | 085    |
| 3    | 曽ヶ端準 | 鹿島アントラーズ   | 083    |
| 4    | 那須大亮 | ヴィッセル神戸     | 082    |
| 4    | 松田直樹 | 横浜F・マリノス    | 082    |
| 6    | 青木剛   | サガン鳥栖         | 078    |
| 6    | 新井場徹 | セレッソ大阪       | 078    |
| 6    | 阿部勇樹 | 浦和レッズ         | 078    |
| 6    | 遠藤保仁 | ジュビロ磐田       | 078    |
| 10   | 伊東輝悦 | ヴァンフォーレ甲府 | 077    |

- 「最終所属」は、Jリーグカップに最後に出場した時の所属（選手としての最終所属ではない）

## 表彰

### チーム賞
チームに対する表彰は、Jリーグ表彰規定第5条に定めがある。下記は2022年大会の場合。
| 優勝           | 賞金1億5000万円、Jリーグカップ（持ち回り）、メダル、スポンサー杯（永久保持） |
| 準優勝         | 賞金5000万円、盾、メダル                                                     |
| 3位（2チーム） | 1チームに付き賞金2000万円、盾                                                |

### 個人賞
最優秀選手賞
- Jリーグ表彰規定において、個人賞については「リーグカップ戦における最優秀選手を選考し、賞金または賞品を授与する」との記述のみで具体的な定めはないが、基本的には優勝チームから決勝戦で最も印象に残る活躍をした選手が選ばれる。受賞者には記念トロフィー（クリスタルオーナメント）と賞金100万円、副賞としてヤマザキビスケット製品1年分が贈られる。
- 2024年シーズン終了時点で複数回受賞者はビスマルクと小笠原満男の2回。また、シーズン途中加入選手のMVP受賞は2014年（パトリック）と2022年（ピエロス・ソティリウ）の2回。

ニューヒーロー賞
- 1996年に創設された賞で、準決勝までの試合で最も活躍した21歳以下の選手に贈られる。リーグカップの新人王と位置づけられている。
- 条件は大会開幕日に満年齢21歳以下（2017年までは満年齢23歳以下）で、過去の同賞を獲得したことのない選手。予選から準決勝までの1試合ごとに報道関係者が1人1票投票を行う方式（2024年現在）であり、ベスト4以上のクラブの選手が被投票機会も多く選出されやすい（2024年時点で例外は1996年受賞の名波浩と2020年受賞の瀬古歩夢の2名。2019年の中村敬斗はクラブ自体はベスト4以上へ勝ち進んだが、同年7月にエールディヴィジのFCトゥウェンテへ期限付き移籍したためプライムステージの出場は無し）。
- 受賞者には賞金50万円とクリスタルオーナメント、副賞としてヤマザキビスケット製品1年分が贈呈される。
- 2024年現在、最優秀選手賞とのダブル受賞者は田中達也、安田理大、米本拓司の3人。
- 2000年の鈴木隆行は同年のJリーグカップ開幕当初、期限付き移籍で川崎フロンターレに在籍（川崎の選手としては同大会2試合出場無得点）。
- 2024年現在、最年少受賞者は早川隼平[16]（17歳10か月）。

| 回 | 年度   | 最優秀選手賞   | 所属クラブ             | ポジション |            | ニューヒーロー賞       | 所属クラブ | ポジション |
| -- | ------ | -------------- | ---------------------- | ---------- | ---------- | ---------------------- | ---------- | ---------- |
| 1  | 1992年 | 三浦知良       | ヴェルディ川崎         | FW         |            |                        |            |            |
| 2  | 1993年 | ビスマルク     | ヴェルディ川崎         | MF         |            |                        |            |            |
| 3  | 1994年 | ビスマルク     | ヴェルディ川崎         | MF         |            |                        |            |            |
| 4  | 1996年 | サントス       | 清水エスパルス         | MF         | 名波浩     | ジュビロ磐田           | MF         |            |
| 4  | 1996年 | サントス       | 清水エスパルス         | MF         | 斉藤俊秀   | 清水エスパルス         | DF         |            |
| 5  | 1997年 | ジョルジーニョ | 鹿島アントラーズ       | MF         | 三浦淳宏   | 横浜フリューゲルス     | MF         |            |
| 6  | 1998年 | 川口信男       | ジュビロ磐田           | FW         | 高原直泰   | ジュビロ磐田           | FW         |            |
| 7  | 1999年 | 渡辺毅         | 柏レイソル             | DF         | 佐藤由紀彦 | FC東京                 | MF         |            |
| 8  | 2000年 | 中田浩二       | 鹿島アントラーズ       | MF         | 鈴木隆行   | 鹿島アントラーズ       | FW         |            |
| 9  | 2001年 | 榎本達也       | 横浜F・マリノス        | GK         | 曽ヶ端準   | 鹿島アントラーズ       | GK         |            |
| 10 | 2002年 | 小笠原満男     | 鹿島アントラーズ       | MF         | 坪井慶介   | 浦和レッズ             | DF         |            |
| 11 | 2003年 | 田中達也       | 浦和レッズ             | FW         | 田中達也   | 浦和レッズ             | FW         |            |
| 12 | 2004年 | 土肥洋一       | FC東京                 | GK         | 長谷部誠   | 浦和レッズ             | MF         |            |
| 13 | 2005年 | 立石智紀       | ジェフユナイテッド千葉 | GK         | 阿部勇樹   | ジェフユナイテッド千葉 | MF         |            |
| 14 | 2006年 | 水野晃樹       | ジェフユナイテッド千葉 | MF         | 谷口博之   | 川崎フロンターレ       | MF         |            |
| 15 | 2007年 | 安田理大       | ガンバ大阪             | DF         | 安田理大   | ガンバ大阪             | DF         |            |
| 16 | 2008年 | 高松大樹       | 大分トリニータ         | FW         | 金崎夢生   | 大分トリニータ         | MF         |            |
| 17 | 2009年 | 米本拓司       | FC東京                 | MF         | 米本拓司   | FC東京                 | MF         |            |
| 18 | 2010年 | 前田遼一       | ジュビロ磐田           | FW         | 髙萩洋次郎 | サンフレッチェ広島     | MF         |            |
| 19 | 2011年 | 大迫勇也       | 鹿島アントラーズ       | FW         | 原口元気   | 浦和レッズ             | FW         |            |
| 20 | 2012年 | 柴崎岳         | 鹿島アントラーズ       | MF         | 石毛秀樹   | 清水エスパルス         | MF         |            |
| 21 | 2013年 | 工藤壮人       | 柏レイソル             | FW         | 齋藤学     | 横浜F・マリノス        | FW         |            |
| 22 | 2014年 | パトリック     | ガンバ大阪             | FW         | 宇佐美貴史 | ガンバ大阪             | FW         |            |
| 23 | 2015年 | 小笠原満男     | 鹿島アントラーズ       | MF         | 赤崎秀平   | 鹿島アントラーズ       | FW         |            |
| 24 | 2016年 | 李忠成         | 浦和レッズ             | FW         | 井手口陽介 | ガンバ大阪             | MF         |            |
| 25 | 2017年 | 杉本健勇       | セレッソ大阪           | FW         | 西村拓真   | ベガルタ仙台           | FW         |            |
| 26 | 2018年 | 杉岡大暉       | 湘南ベルマーレ         | DF         | 遠藤渓太   | 横浜F・マリノス        | MF         |            |
| 27 | 2019年 | 新井章太       | 川崎フロンターレ       | GK         | 中村敬斗   | ガンバ大阪             | FW         |            |
| 28 | 2020年 | レアンドロ     | FC東京                 | MF         | 瀬古歩夢   | セレッソ大阪           | DF         |            |
| 29 | 2021年 | 稲垣祥         | 名古屋グランパス       | MF         | 鈴木彩艶   | 浦和レッズ             | GK         |            |
| 30 | 2022年 | P.ソティリウ   | サンフレッチェ広島     | FW         | 北野颯太   | セレッソ大阪           | FW         |            |
| 31 | 2023年 | 前寛之         | アビスパ福岡           | MF         | 早川隼平   | 浦和レッズ             | MF         |            |
| 32 | 2024年 | ランゲラック   | 名古屋グランパス       | GK         | 山根陸     | 横浜F・マリノス        | MF         |            |

## 試合中継

### テレビ・動画配信
2001年まではWOWOWが優先放映権を持ち、ノックアウトトーナメントのほぼ全試合を中継した。また、これとは別に決勝戦のみ地上波（1998年まではテレビ東京系列、1999年-2001年はTBS系列）で放送された。
2002年にレギュレーションが大幅に変更となるとともにフジテレビジョンが優先放映権を獲得。以降は予選リーグの一部、準々決勝・準決勝のそれぞれ全試合を自局系の衛星放送であるフジテレビワンツーネクストで生中継（一部の試合はFNS系列局による地上波ローカル中継あり。ワンツーネクストでもその映像を使用する。かつては独立局での地上波中継もあった。）、決勝は2010年大会までは地上波およびBSフジとフジテレビONE（同年の決勝はフジテレビTWO）の3波同時で生中継（地上波はFNS系列全国ネット。同年大会まではフジテレビの番組で唯一の地上波・BS・CSによる3波同時放送）という体勢が続いていたが、2011年大会は地上波のみ生中継を行い、BSフジとフジテレビONEは録画中継での放送に変更された。また、フジテレビONEでは地上波の決勝戦生中継開始前に「まもなくナビスコカップ」として試合開始前の様子を、決勝戦終了後に「まだまだナビスコカップ」と題してセレモニーの様子、試合を終えた選手たちの表情、インタビューなどが放送された。準々決勝以降（2011年は2回戦以降）のワンツーネクストで生中継しない試合はスカチャンで生中継された。
2012年にフジテレビとの放映権契約を更新。予選リーグはワンツーネクストで毎節2試合程度生中継。また、スカパー!がサブライセンスを取得し、編成上などの事情でワンツーネクストで生中継しない試合を予選リーグからスカチャンでの生中継を行う（その後フジテレビNEXTでの録画中継を行う）。また、準決勝までのワンツーネクストで生中継される試合は、ワンツーネクストと同内容でスカチャンでも生放送する。これによって初のワンツーネクスト、スカチャン、フジテレビ地上波を合わせての全試合生中継、およびワンツーネクストでの全試合中継を実施する。
2017年にフジテレビとの放映権契約を再更新。この年からリーグ戦の有料放送放映権はスカパー!からパフォーム・グループの動画配信サービス「DAZN」に変更されているが、本大会についてはDAZNでの配信を行わず、引き続きフジテレビとスカパー!により放送される。また、一部の試合をスカチャンに加えて、スポーツライブ+（スカパー!系列）・J SPORTS（J:COM系列）・スカイA（朝日放送系列）のフジテレビグループ以外のスポーツ専門チャンネルでも放送する。なお、フジテレビワンツーネクストで放送される試合はFODプレミアムで、スカパー!で放送される試合はスカパー!オンデマンド→SPOOXでそれぞれ配信される。
大会方式の変わった2024年はフジテレビ系列・スカパー!での放送・配信を継続の上で、一部の試合についてNTTドコモの動画配信サービス「Lemino」を通じて一部試合の無料ライブ配信と全試合の無料見逃し配信、プレミアム会員向けに過去の試合の配信を実施する。
決勝前にはフジテレビのみで最終ニュース枠直後（2019年以降は『FNN Live News α』）に直前番組を5夜連続で放送される。

### ラジオ
ラジオ放送はニッポン放送が2019年まで放送。決勝戦進出チームの地元局がニッポン放送の番組をネットする場合（例：2010年・2014年のRCCラジオ、2019年のHBCラジオ）や、決勝戦進出チームの地元局が自ら中継する年（例：2010年のSBSラジオ・浜松エフエム放送）もあった。

## 観客動員
Jリーグ開幕期を除いて2001年までは、Jリーグチャンピオンシップや天皇杯決勝と比較すると地味なイメージが拭えず、決勝戦の動員は大体2-4万人台で推移していた。新型コロナウイルスの影響を受け、入場者数・声出し応援に制限が設けられていた2020-2022年を除いては大体4-5万人台で推移していたが、国立競技場建て替え後初の通常運営での大会決勝戦開催となった2023年大会決勝のアビスパ福岡対浦和レッズでは当時大会史上最多となる61,683人の動員を集めた。その翌年の2024年大会決勝の名古屋グランパス対アルビレックス新潟で現大会史上最多記録となる62,517人の動員を集めた。